# یون جین-هی
یون جین-هی (انگلیسی: Yoon Jin-hee؛ زادهٔ ۴ اوت ۱۹۸۶) وزنه‌بردار زن اهل کره جنوبی است.
وی در مسابقات کشوری و بین‌المللی در مجموع برندهٔ ۱ مدال نقره، ۳ مدال برنز شده‌است.